# Guerra d'independència de Veneçuela
La Guerra d'independència de Veneçuela fou una guerra lliurada per l'emancipació del que actualment és Veneçuela entre el 1811 i el 1823. Formava part d'una sèrie de moviments d'emancipació a Amèrica del Sud coneguda com a Guerres d'independència hispanoamericanes.
Després de la invasió d'Espanya per part de Napoleó i el buit de poder que causà a les colònies espanyoles, un congrés de criolls, influïts per idees de la Il·lustració i la Revolució Francesa, i havent derrocat anteriorment el governador espanyol Vicente Emparán el 19 d'abril del 1810, proclamà la Independència de Veneçuela. Francisco de Miranda assumí la dictadura.
Poc després esclatar una guerra civil entre els republicans i els reialistes que encara desitjaven una unió amb Espanya. Les províncies de Coro, Valencia i Guayana es rebel·laren però, amb la situació cada cop més crítica de la Primera República de Veneçuela (pocs mitjans, un bloqueig espanyol i un gran terratrèmol) el 1812 s'enfonsaren davant l'atac de Juan Domingo Monteverde. Miranda capitulà i se signà un armistici el juliol del 1812.
Simón Bolívar i altres republicans continuaren la resistència a l'exili o en guerrilles organitzades. El 1813, després d'una sèrie de batalles a Nova Granada i havent rebut l'aprovació del congrés de Nova Granada, Bolívar envaí Veneçuela i derrotà les tropes reialistes en diverses ocasions. Entrà a Caracas el 6 d'agost del 1813. Fou fundada la Segona República.
Els reialistes, encapçalats per José Tomás Boves amb un exèrcit reforçat de llaneros, assetjaren els patriotes al centre del país. Finalment, Boves marxà a Caracas i obligà els republicans a fugir a l'est del país, posant fi a la Segona República. Els espanyols reclutaren els llaneros, aprofitant la seva aversió envers els criolls del moviment d'independència. Boves liderà un exèrcit de llaneros que matava regularment veneçolans blancs
Els patriotes es dispersaren de nou, i la guerra tornà a agafar un caràcter local. Els patriotes llançaren una expedició a l'est de Veneçuela que acabà en fracàs. A partir d'aleshores, Bolívar intentà unir forces amb Manuel Piar, però diferències entre els dos evitaren la possibilitat d'un front republicà unit. Bolívar marxà als Llanos, on uní forces amb José Antonio Páez, però un atac sense èxit a Veneçuela central obligà a Bolívar a retirar-se a Apure. Els espanyols, encapçalats per Pablo Morillo, contraatacaren amb èxit però foren derrotats a la batalla de Las Queseras del Medio.
Bolívar envaí Nova Granada i derrotà els reialistes de forma decisiva a la batalla de Boyacá, després de la qual la unió de Nova Granada i Veneçuela fou establerta com a República de Gran Colòmbia pel Congrés d'Angostura.
El 1821, els patriotes aconseguiren una victòria decisiva a la batalla de Carabobo, després de la qual només romangueren a les mans dels espanyols les ciutats de Cumaná, que caigué poc després, i Puerto Cabello, que aconseguí resistir un setge durant dos anys, capitulant finalment l'octubre del 1823.
El 1823, els espanyols enviaren una flota per reconquerir el país però foren derrotades a la batalla del Llac Maracaibo. La lluita per la independència, que matà la meitat de la població blanca de Veneçuela, s'acabà a Veneçuela; durant els anys següents, Bolívar i la Gran Colòmbia continuaren la campanya al sud.